# Christian Esser
Christian Esser (* 7. Mai 1973 in Stolberg (Rhld.)) ist ein deutscher Journalist und seit August 2022 Chefreporter Investigativ für RTL News und den Stern.

## Leben
Christian Esser begann 1991 bei der Sparkasse Aachen eine Ausbildung zum Bankkaufmann, die er 1993 abschloss. Während dieser Zeit war er zudem als freier Mitarbeiter bei den Aachener Nachrichten tätig. Anschließend holte er am Euregio-Kolleg in Würselen auf dem zweiten Bildungsweg das Abitur nach.
Von 1995 bis 2001 studierte Christian Esser Neue Deutsche Literatur mit den Nebenfächern Politikwissenschaften, Neuere Geschichte und Afrikanische Politologie an den Universitäten Köln, Zürich und Berlin. In dieser Zeit sammelte er journalistische Erfahrung u. a. als freier Mitarbeiter bei der französischsprachigen Wochenzeitung La Tribune und im Bonner Parlamentsbüro der taz sowie als Praktikant bei der Leipziger Volkszeitung. Im Jahr 2000 hospitierte er für einige Monate in der Berliner Redaktion des Hamburger Wochenblatts Der Spiegel und der Süddeutschen Zeitung.
Nach einer weiteren Zwischenstation zunächst als Autor und später als Redakteur im Berliner Büro des Magazins Max kam er 2003 zum ZDF und arbeitete fast 20 Jahre lang als Redakteur und Reporter für das Politmagazin Frontal 21. Sein Schwerpunkt ist die investigative Recherche. 
Im Sommer 2022 wechselte Christian Esser gemeinsam mit seinen Kolleginnen Manka Heise und Birte Meier als Chefreporter Investigativ zu RTL News, um dort eine Investigativabteilung aufzubauen, die crossmedial für das gesamte Unternehmen – inklusive des Stern – tätig ist. 
Essers Arbeit wurde vielfach ausgezeichnet: Im Jahr 2009 wählten ihn die Leser des Fachblattes Wirtschaftsjournalist gemeinsam mit Astrid Randerath zu den „Wirtschaftsjournalisten des Jahres“ in der Sparte Radio/TV. Für die im März 2012 ausgestrahlte ZDFzoom-Reportage „Mister Karstadt – Der rätselhafte Nicolas Berggruen“ erhielt er gemeinsam mit Lutz Ackermann den Deutschen Fernsehpreis, den Deutschen Wirtschaftsfilmpreis und den Helmut-Schmidt-Journalistenpreis. 2015 wurde Christian Esser gemeinsam mit Birte Meier für die Frontal 21-Dokumentation „Die große Samwer-Show – Die Milliardengeschäfte der Zalando-Boys“ mit dem Deutschen Wirtschaftsfilmpreis 2015 ausgezeichnet.
Im November 2016 deckte er gemeinsam mit seiner Kollegin Birte Meier die so genannte „Rent-a-Sozi“-Affäre auf und enthüllte, dass eine SPD-Tochterfirma Termine bei SPD-Ministern gegen Geld anbot.
Für RTL entwickelte er 2023 gemeinsam mit seiner Kollegin Manka Heise das investigative Doku-Format stern investigativ und den gleichnamigen Podcast-Kanal. 
Im September 2023 deckte Christian Esser mit einem Team zahlreiche Umwelt- und Arbeitsschutzverstöße in der deutschen Fabrik des US-Autobauers Tesla in Brandenburg auf. Die Recherche mit dem Titel „Inside Tesla“ wurde weltweit zitiert. Die Jury des Medium Magazins wählte das stern investigativ - Team bei der Wahl der Journalisten des Jahres 2023 auf Platz 2. Zudem war das Team im gleichen Jahr für den Deutschen Reporter-Preis nominiert. 2024 wurde die Recherche unter anderem mit dem Otto-Brenner-Preis für kritischen Journalismus und dem Helmut-Schmidt-Preis ausgezeichnet. 
Christian Esser ist Mitglied im geschäftsführenden Vorstand von Netzwerk Recherche.
Christian Esser engagiert sich für den journalistischen Nachwuchs. Er unterrichtete im Bereich Journalismus bereits an der Ruhr-Universität Bochum, der Katholischen Journalistenschule sowie der RTL-Journalistenschule. Zudem ist er Mitglied im Verein zur Förderung des journalistischen Nachwuchses enter e. V. sowie im Beirat des Vereins zur Verleihung des Hanns-Joachim-Friedrich-Preises.  
Christian Esser ist auch Sachbuchautor. Von ihm erschienen das „Schwarzbuch Deutsche Bahn“, „Die Vollstrecker – Wer für Unternehmen die Probleme löst“ und „Herzenssache – Organspende: Wenn der Tod Leben rettet“ (mit Nataly Bleuel und Alena Schröder).

## Ehrungen und Auszeichnungen
- 2009: Hanns-Joachim-Friedrichs-Förderpreis (zusammen mit Astrid Randerath) für die ZDF-Dokumentation Das Pharma-Kartell.
- 2009: Auszeichnung durch die Zeitschrift Wirtschaftsjournalist als bester Wirtschaftsjournalist des Jahres in der Kategorie TV/Radio (zusammen mit Astrid Randerath) für Das Pharma-Kartell.[3]
- 2012: Deutscher Fernsehpreis für die ZDF-Dokumentation Mister Karstadt – Der rätselhafte Nicolas Berggruen (gemeinsam mit Lutz Ackermann).[4]
- 2012: 2. Preis des Deutschen Wirtschaftsfilmpreises für Mister Karstadt – Der rätselhafte Nicolas Berggruen.[5]
- 2012: 3. Preis des Helmut-Schmidt-Journalistenpreises für Mister Karstadt – Der rätselhafte Nicolas Berggruen.[6]
- 2015: Deutscher Wirtschaftsfilmpreis (1. Platz) für die ZDF-Dokumentation Die große Samwer-Show – Die Milliardengeschäfte der Zalando-Boys.[7]
- 2018: Friedrich Vogel Preis für Wirtschaftsjournalismus für den Frontal21-Film Retouren für den Müll – Schrottplatz Amazon – Gemeinsam mit Birte Meier, Astrid Randerath und Ilka Brecht.[8]
- 2019: Umweltmedienpreis für den Frontal21-Film Retouren für den Müll – Schrottplatz Amazon – Gemeinsam mit Birte Meier, Astrid Randerath und Ilka Brecht.[9]
- 2021: Blaue Boje, Journalistenpreis der Volksbanken und Raiffeisenbanken für die ZDF-Frontal21-Dokumentation Turbo, Tempo, Tesla – Elon Musk in Brandenburg (gemeinsam mit Manka Heise)[10]
- 2021: Private-Medienpreises für Qualitätsjournalismus für die Frontal21-Dokumentation Turbo, Tempo, Tesla – Elon Musk in Brandenburg (Kategorie TV/Radio/Online – Ehrenpreis; gemeinsam mit Manka Heise)[11]
- 2023: Journalisten des Jahres 2023: stern investigativ Platz 2 Kategorie Team (Medium Magazin)
- 2023: Beste Recherchen 2023: stern investigativ / Inside Tesla (Global Investigative Journalism Network)
- 2023: Journalistenpreis Deutscher Journalistenverband Region Aachen
- 2024: Deutscher Journalistenpreis für Inside Tesla im Stern[12]
- 2024: Otto-Brenner-Preis für kritischen Journalismus für stern investigativ – Inside Tesla[13]
- 2024: Helmut-Schmidt-Journalistenpreis für stern investigativ – Inside Tesla[14]
- 2024: Beste Recherchen 2024: stern investigativ / Inside Charité (Global Investigative Journalism Network)[15]
- 2024: Journalisten des Jahres: stern investigativ Platz 2 in der Kategorie Team (Medium Magazin)[16]

## Nominierungen
- 2008: CNN Journalist of the Year
- 2009: Prix Europa für die ZDF-Dokumentation Das Pharma-Kartell
- 2012: Nominiert für den Georg von Holtzbrinck Preis für Wirtschaftsjournalismus für die ZDF-Dokumentation Mister Karstadt – Der rätselhafte Nicolas Berggruen.
- 2013: Ernst Schneider Preis für die Dokumentation Mister Karstadt – Der rätselhafte Nicolas Berggruen (gemeinsam mit Lutz Ackermann)
- 2015: Prix Europa für die ZDF-Dokumentation Die große Samwer-Show – Die Milliardengeschäfte der Zalando-Boys[17]

- 2015: Shortlist Ernst Schneider Preis mit der ZDF-Dokumentation Die große Samwer-Show – Die Milliardengeschäfte der Zalando-Boys[18]

- 2019: Juliane-Bartel-Preis
- 2023: Deutscher Reporter-Preis[19]
- 2024: stern Preis – nominiert mit Inside Tesla in der Kategorie Geschichte des Jahres & Investigation[20]
- 2024: Audiopreis der Landesmedienanstalt NRW – stern investigativ Podcast Inside Tesla[21]
- 2024: Deutscher Reporter:innen Preis für Inside Charité[22]
- 2025: stern Preis – Shortlist mit Inside Charité in der Kategorie Investigation[23]

## Publikationen
- 2010 Schwarzbuch Deutsche Bahn (mit Astrid Randerath). C. Bertelsmann, München, ISBN 978-3-570-10036-3.
- 2012 Die Vollstrecker. Rausschmeißen, überwachen, manipulieren (mit Alena Schröder). C. Bertelsmann, München, ISBN 978-3-570-10096-7.
- 2017 Herzenssache Organspende: Wenn der Tod Leben rettet (mit Nataly Bleuel & Alena Schröder) C. Bertelsmann, München, ISBN 978-3-570-10109-4.